# Sant Climent de Llobregat
Sant Climent de Llobregat er en catalansk by og kommune i comarcaet Baix Llobregat i provinsen Barcelona i det nordøstlige Spanien. Byen har 4.182(2024) indbyggere og dækker et areal på 10 km². Den er beliggende mellem byerne Viladecans og Sant Boi de Llobregat. En anden nærliggende by omfatter Gavà.